# Indonemoura nahkui
Indonemoura nahkui är en bäcksländeart som först beskrevs av Aubert 1967.  Indonemoura nahkui ingår i släktet Indonemoura och familjen kryssbäcksländor. Inga underarter finns listade i Catalogue of Life.